# Устаал, Мартин
Мартин Устаал (эст. Martin Ustaal; 6 февраля 1993, Таллин) — эстонский футболист, полузащитник.

## Биография
Воспитанник таллинских футбольных школ «Коткас-Юниор» и «Левадия». С 2009 года выступал на взрослом уровне за вторую команду «Левадии» в первой лиге Эстонии. В 2011 году был отдан в аренду в «Пайде ЛМ». Первый матч в высшей лиге Эстонии сыграл 22 марта 2011 года против «Курессааре» и в этом же матче забил свой первый гол. В начале 2012 года вернулся в «Левадию», но так и не смог пробиться в основную команду и летом 2012 года снова ушёл в аренду в «Пайде», впоследствии аренда ещё несколько раз продлевалась. В 2015 году игрок подписал с «Пайде» постоянный контракт. Всего за шесть неполных сезонов сыграл в чемпионате Эстонии 130 матчей и забил 4 гола. Финалист Кубка Эстонии 2014/15.
Летом 2016 года приостановил профессиональную карьеру, в дальнейшем выступал на любительском уровне за второй и третий составы «Пайде» в низших лигах, также играл в высшем дивизионе Эстонии по мини-футболу.
Регулярно играл за сборные Эстонии младших возрастов, провёл более 40 матчей. Участник финального турнира чемпионата Европы среди 19-летних 2012 года, проходившего в Эстонии, на турнире появился на поле только один раз, выйдя на замену на последней минуте матча с Испанией. Участник Кубка Содружества 2014 года (6 матчей).

## Достижения
- Финалист Кубка Эстонии: 2014/15